# Daniel Strähle
Daniel Strähle (* 27. März 1991 in Waiblingen) ist ein deutscher Fußballtorwart.

## Karriere
Die Spielerlaufbahn des Torhüters nahm ihren Anfang bei der TSG Backnang. 2007 wechselte er zur TSG 1899 Hoffenheim, mit der er in seiner ersten Spielzeit die deutsche B-Jugend-Meisterschaft gewinnen konnte. Nachdem er und sein Berater sich nicht über eine Vertragsverlängerung mit den Hoffenheimern einigen konnten, unterschrieb er einen Amateurvertrag beim dänischen Verein Aarhus GF. Von Januar bis Juli 2011 war Strähle ein halbes Jahr beim VfR Aalen aktiv, wo er allerdings als dritter Torhüter hinter Daniel Bernhardt und Marcel Wehr zu keinem Einsatz in der 3. Liga gelangte. Im Sommer 2011 wechselte Strähle zum Regionalligisten Holstein Kiel, wo er hinter Morten Jensen und Niklas Jakusch ebenfalls die Nummer drei wurde. In der Rückrunde seiner ersten Saison bei den Kielern kam er auf 11 Einsätze in der Regionalliga. In der folgenden Saison, in der die Mannschaft den Aufstieg in die 3. Liga erreichte, wurde er nicht eingesetzt. Nach dem Abgang von Jensen wurde mit Maximilian Riedmüller ein weiterer Torwart verpflichtet, dennoch kam Strähle am 10. Mai 2014 (38. Spieltag der Saison 2013/14) bei dem 3:1-Auswärtserfolg über den SV Darmstadt 98 zu seinem Drittliga-Debüt, als beide anderen Torhüter verletzt ausfielen. Im Sommer 2014 wechselte Strähle zum Regionalligisten TSG Neustrelitz. Ein Jahr später folgte der Wechsel zum württembergischen Bezirksligisten TV Derendingen.